# Första katarakten
Första katarakten eller Nilens första katarakt var en fors i Nilen, vid staden Assuan i södra Egypten. Den dämdes över vid byggandet av gamla Assuandammen, som stod klar 1902, och är sedan dess bara synlig vid lågvatten.